# 黎莉莉
黎莉莉（1915年6月2日—2005年8月7日），原名钱蓁蓁，女，浙江湖州人，生于北京，中国演员、歌星。黎莉莉的第一任丈夫是电影技术专家罗静予，第二任丈夫是画家艾中信。

## 生平
黎莉莉的父亲钱壮飞是北京光华影片公司的编导（后来成为中共间谍），母亲是演员张振华。黎莉莉从小当过丫头，做过养女，学过京剧，进过孤儿院。1926年的电影《燕山侠隐》中，黎莉莉出演女二号。该剧由摄影棚老板徐光华和钱壮飞筹拍，黎莉莉的母亲张振华扮演钱壮飞的母亲，钱壮飞扮演儿子，黎莉莉扮演钱壮飞的妹妹。
1927年，父亲钱壮飞将其送入黎锦晖主办的中华歌舞团学习歌舞，拜黎锦晖为干爹，改名黎莉莉。不久，黎莉莉即因为美貌和舞艺而走红，与王人美、胡蝶并称为“歌舞三傑”。她和王人美、薛玲仙、胡笳，并称歌舞团的“四大天王”。

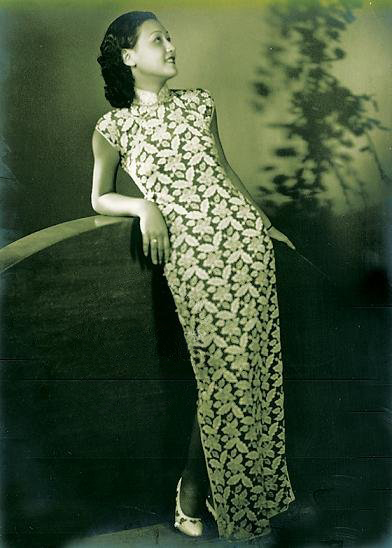
1930年代的黎莉莉

1931年，黎莉莉随歌舞团一同加入联华影业公司。歌舞团更名为“联华歌舞班”，1932年解散。她成为联华影业公司的基本演员。1932年，她主演了孙瑜导演的电影《火山情血》，同年和王人美合演电影《芭蕉叶上诗》；1933 年主演电影《天明》，参演电影《小玩意》。后来，孙瑜专门为黎莉莉写了几个剧本，由黎莉莉主演，包括电影《体育皇后》和《大路》，在这两部电影中，黎莉莉形象健康活泼，被公认为“甜姐”，受到学生及青年喜爱。1935年到1937年，她在联华影业公司主演了《狼山喋血记》、《人海遗珠》等八部电影。
抗日战争爆发后，黎莉莉加入中国电影制片厂，和高占非合演电影《热血忠魂》之后，便同该厂技术科长罗静予结婚，1939年，黎莉莉自重庆赴香港，参演香港大地影业公司的蔡楚生导演的《孤岛天堂》，公映后轰动一时。1940年，黎莉莉回到重庆，在中国电影制片厂主演电影《塞上风云》。
1946年，黎莉莉来到美国，在华盛顿天主教大学学习表演，在纽约学习语言及声乐，在加利福尼亚大学暑期班学习化妆，还曾赴好莱坞观摩。1947年，黎莉莉回国。
1949年中共建政后，黎莉莉在北京电影制片厂担任演员，参与电影《智取华山》的拍摄。1955年，她进入北京电影学院专修班学习，后留校任教，成为北京电影学院表演系教授，直至离休。 
1970年，罗静予在文革中遭受迫害致死。1978年，黎莉莉与著名画家艾中信步入婚姻。
2005年8月7日，黎莉莉因心肌梗塞在北京病逝。

## 家庭
- 第一任丈夫：罗静予，二人育有两个子女。
  - 子：罗抗生（即罗丹，摄影师）
    - 儿媳：葉向真

  - 女：罗小玲（中国儿童电影制片厂导演）
    - 女婿：潘锦元，摄影师
    - 外孫女：潘婕，罗小玲之女
- 第二任丈夫：艾中信，画家。二人无子女。

## 作品

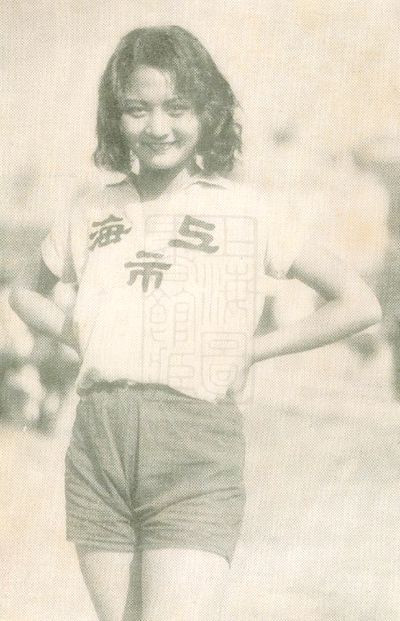
黎莉莉在《体育皇后》中的剧照

黎莉莉参演的电影作品主要有：
- 汾水长流（1963年）
- 智取华山（1954年）
- 塞上风云（1942年）
- 孤岛天堂（1939年）
- 联华交响曲六：鬼（1937年）
- 人海遗珠（1937年）
- 如此繁华（1937年）
- 艺海风光三：歌舞班（1937年）
- 到自然去（1936年）
- 狼山喋血记（1936年）
- 国风（1935年）
- 秋扇明灯（1935年）
- 大路 (1935年电影)
- 体育皇后（英语：Queen of Sports）（1934年）
- 天明（1933年）
- 小玩意（1933年）
- 芭蕉叶上诗（1932年）
- 火山情血（1932年）
- 燕山侠隐（1926年）